# Yaeyama (1889)
Yaeyama (jap. 八重山) — nieopancerzony, mały krążownik (czasem określany jako kanonierka) zbudowany w stoczni w Yokosuce dla Japońskiej Cesarskiej Marynarki Wojennej, według planów Émile’a Bertina.
Stępkę pod krążownik położono w czerwcu 1887 w stoczni w Yokosuce. Okręt był budowany według założeń francuskiej doktryny Jeune École, głoszącej wyższość lekkich, szybkich i silnie uzbrojonych jednostek nad cięższymi i lepiej opancerzonymi, dlatego krążownik był nieopancerzony, posiadał wzmocnioną dziobnicę taranową; główną obroną była prędkość.  Napędzały do dwie importowane z Wielkiej Brytanii poziome, trzycylindrowe maszyny parowe potrójnego rozprężania o mocy 5400 lub 5630 ihp, do których parę dostarczało sześć cylindrycznych kotłów. Prędkość maksymalna sięgała 21 węzłów, a zasięg określono na 5000 mm przy prędkości ekonomicznej 10 węzłów. Zapas węgla wynosił 350 ton. Okręt obsługiwała załoga licząca 200 lub 217 ludzi.
Na początku wojny chińsko-japońskiej okręt konwojował japońskie transporty do Czemulpo. Po zatopieniu w bitwie pod Pungdo brytyjskiego transportowca „Kowshing” przez krążownik „Naniwa”, przejął z jej pokładu uratowaną europejską załogę i przewiózł ją do Japonii.
Podczas operacji przeciw Weihaiwei, osłonił ogniem lądowanie japońskich oddziałów, a jego ostrzał spowodował, że chińscy obrońcy porzucili baterię dział polowych, zdobytych następnie przez Japończyków. Kilka miesięcy później wszedł w skład eskadry wysłanej przeciw Tajwanowi, gdzie razem z krążownikami „Yoshino”, „Akitsushima” i „Saien” uczestniczył w ostrzale fortów broniących Gaoxiongu i zdobyciu Peskadorów. 
20 października 1895 na pokładzie brytyjskiego parowca SS „Thales” zbiegł z Tajwanu Liu Yongfu, dowódca obrony wyspy i drugi prezydent Republiki Tajwanu. „Yaeyama” udała się w pościg za statkiem i dogoniła go na wodach międzynarodowych, zatrzymała go, a oddział abordażowy zaaresztował siedmiu podejrzanych chińskich kulisów. Po protestach kapitana „Thalesa” na pokładzie statku pozostało tylko dwóch japońskich oficerów, którzy mieli strzec aresztantów. Po przybyciu statku do Xiamen kulisi-pasażerowie zostali zwolnieni na żądanie brytyjskiego konsula (wśród nich faktycznie znajdował się przebrany Liu). Efektem protestów brytyjskiego Foreign Office w sprawie zatrzymania brytyjskiej jednostki w czasie pokoju i na wodach międzynarodowych, były przeprosiny rządu japońskiego i zwolnienie dowodzącego eskadrą adm. Shinanojō Arichi.
11 maja 1902 okręt wpadł na mieliznę w zatoce Nemuro (Hokkaido), na wodę udało się go ściągnąć dopiero 1 września. Przeszedł następnie remont, podczas którego wymieniono mu kotły z walcowych na wodnorurkowe typu Niclausse, ale nie spowodowało to znaczącej różnicy osiągów. 
Podczas wojny rosyjsko-japońskiej służył w składzie 5. (w czasie bitwy pod Cuszimą 7.) Dywizjonu Trzeciej Floty jako okręt łącznikowy, w bitwach na Morzu Żółtym i pod Cuszimą. 
Po wojnie przeszedł remont; skreślony z listy floty w 1906, był wykorzystywany w latach 1906-08 do prób z nowymi kotłami, opalanymi paliwem płynnym. Ostatecznie wycofany i złomowany w 1911 roku.